# クラップ・ユア・ハンズ・セイ・ヤー
クラップ・ユア・ハンズ・セイ・ヤー（Clap Your Hands Say Yeah）はアメリカのインディー・ロックバンドである。しばしば「CYHSY」と略される。

## 概要

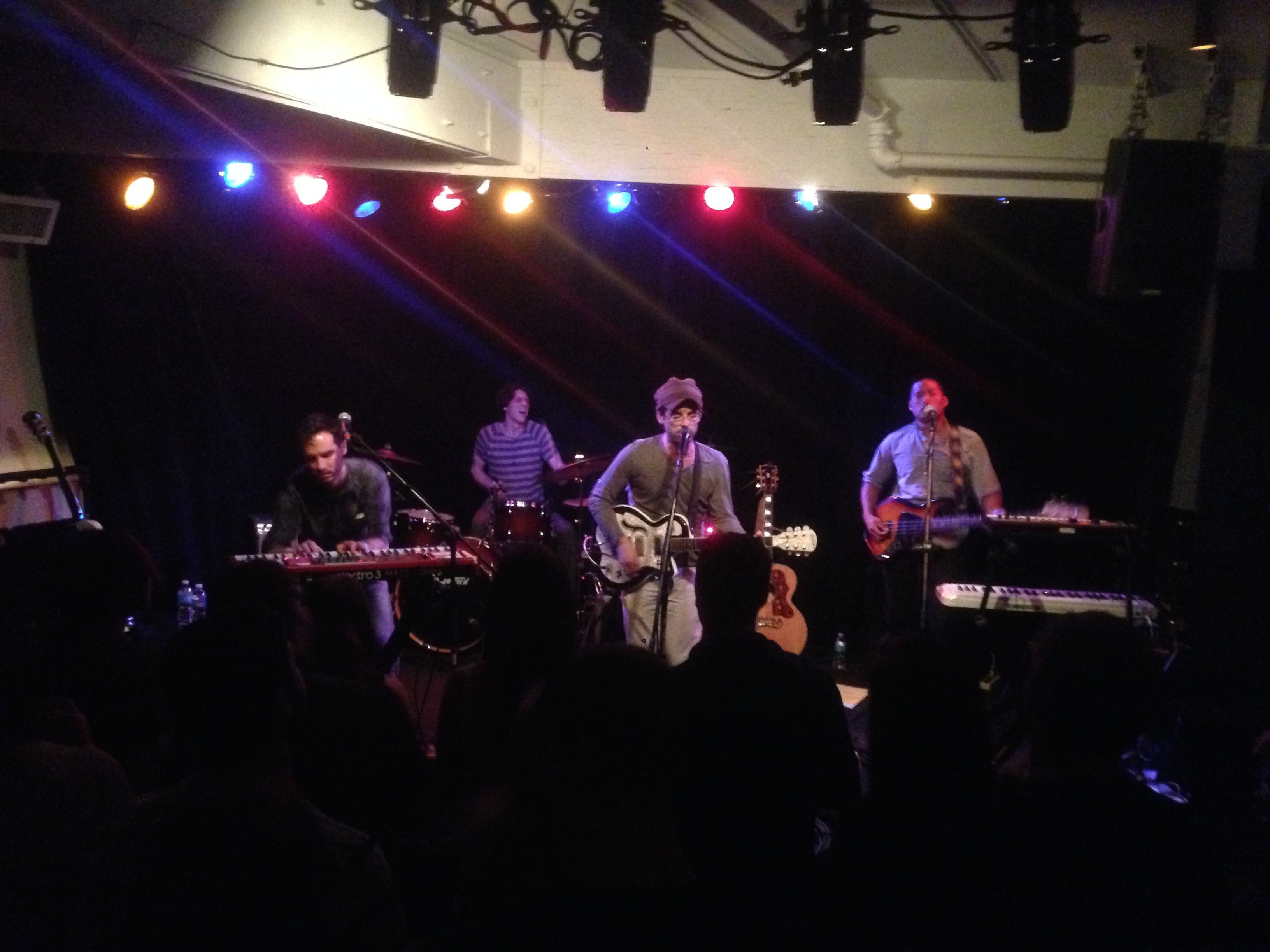
ライブで演奏するバンド（2014年）

本国アメリカではレコード・レーベルに所属せず、作品を自主リリースしている（イギリスではウィチタ・レコーディングスと契約）。ニューヨークのブルックリン地区で結成し、フィラデルフィアにも拠点を置く。バンド名は街頭の壁の落書きから取った。
デビューアルバム「Clap Your Hands Say Yeah」が口コミで広まり、世界的な評価を得る（アメリカではこれまでに12万枚以上を売り上げている）。2007年2月にリリースされた2ndアルバム「Some Loud Thunder」は発売1週目で1万9000枚を売り上げ、ビルボード200で47位にランクインした。
2006年のフジロックフェスティバルに出演を予定していたが、ボーカルのアレックの喉の調子が思わしくなく、ドクターストップがかかったため出演をキャンセルした。しかし翌年にリベンジを果たすがごとく出演。最終日のレッド・マーキーのトリを、大盛況のなか務める。2009年のフジロックフェスティバルでも来日し、最終日のホワイト・ステージに出演した。
2011年、3rdアルバム『ヒステリカル』をリリースする。
2014年、4thアルバム『Only Run』をリリースする。
2017年、5thアルバム『The Tourist』をリリースする。
2021年、6thアルバム『New Fragility』をリリースする。

## メンバー

### 現在のメンバー
- アレック・オンスワース Alec Ounsworth - ボーカル、ギター、ハーモニカ 『Flashy Python』としても活動

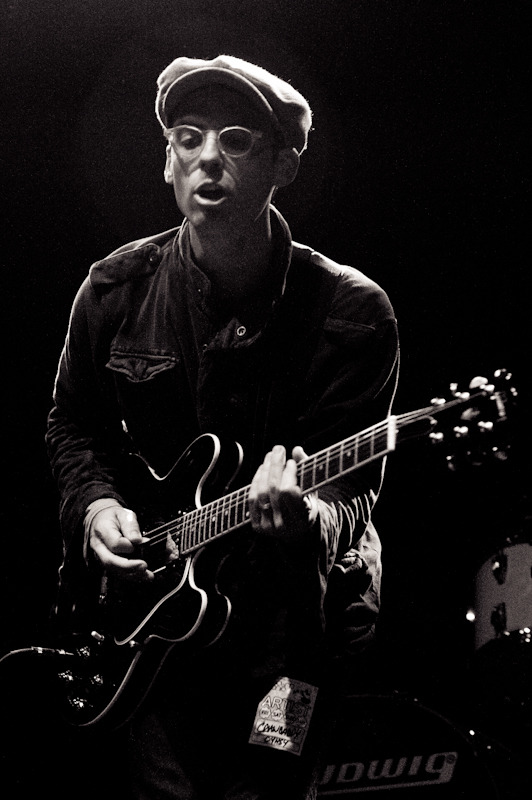
アレック・オンスワース（ボーカル・ギター）

### 過去のメンバー
- ショーン・グリンハル Sean Greenhalgh - ドラム、パーカッション
- タイラー・サージェント Tyler Sargent - ベース、コーラス　『Uninhabitable Mansions』としても活動
- リー・サージェント Lee Sargent - ギター、キーボード、コーラス
- ロビー・ガーティン Robbie Guertin - ギター、キーボード、コーラス　『Uninhabitable Mansions』としても活動

## ディスコグラフィー

### アルバム
- クラップ・ユア・ハンズ・セイ・ヤー - Clap Your Hands Say Yeah（2005年）
- サム・ラウド・サンダー - Some Loud Thunder（2007年）
- ヒステリカル - Hysterical（2011年） (至る所に雑音が入っているが、意図的なものである。)
- Only Run（2014年）
- The Tourist（2017年）
- New Fragility（2021年）

## 来日公演
- 2007年
  - 7月29日 新潟 苗場スキー場 - Fuji Rock Festival
- 2009年
  - 7月26日 新潟 苗場スキー場 - Fuji Rock Festival
- 2012年
  - 1月6日 東京 渋谷O-EAST
  - 1月8日 愛知 名古屋CLUB QUATTRO
  - 1月10日 大阪 BIG CAT
- 2014年
  - 9月6日 東京 渋谷CLUB QUATTRO
  - 9月8日 大阪 梅田CLUB QUATTRO
- 2017年
  - 8月19日 福岡 ROOMS
  - 8月20日 名古屋 K.D. Japon
  - 8月21日 東京 新代田 Fever
  - 8月22日 宮城 仙台 CLUB SHAFT
  - 8月23日 東京 渋谷 Tsutaya O-Nest
  - 8月24日 大阪 地下一階
  - 8月25日 兵庫 神戸 Helluva Lounge
  - 8月26日 兵庫 三田 One Music Camp